# Obiecte care nu sunt stele în constelația Ursa Mare
Principalele obiecte care nu sunt stele prezente în constelația Ursa Mare:

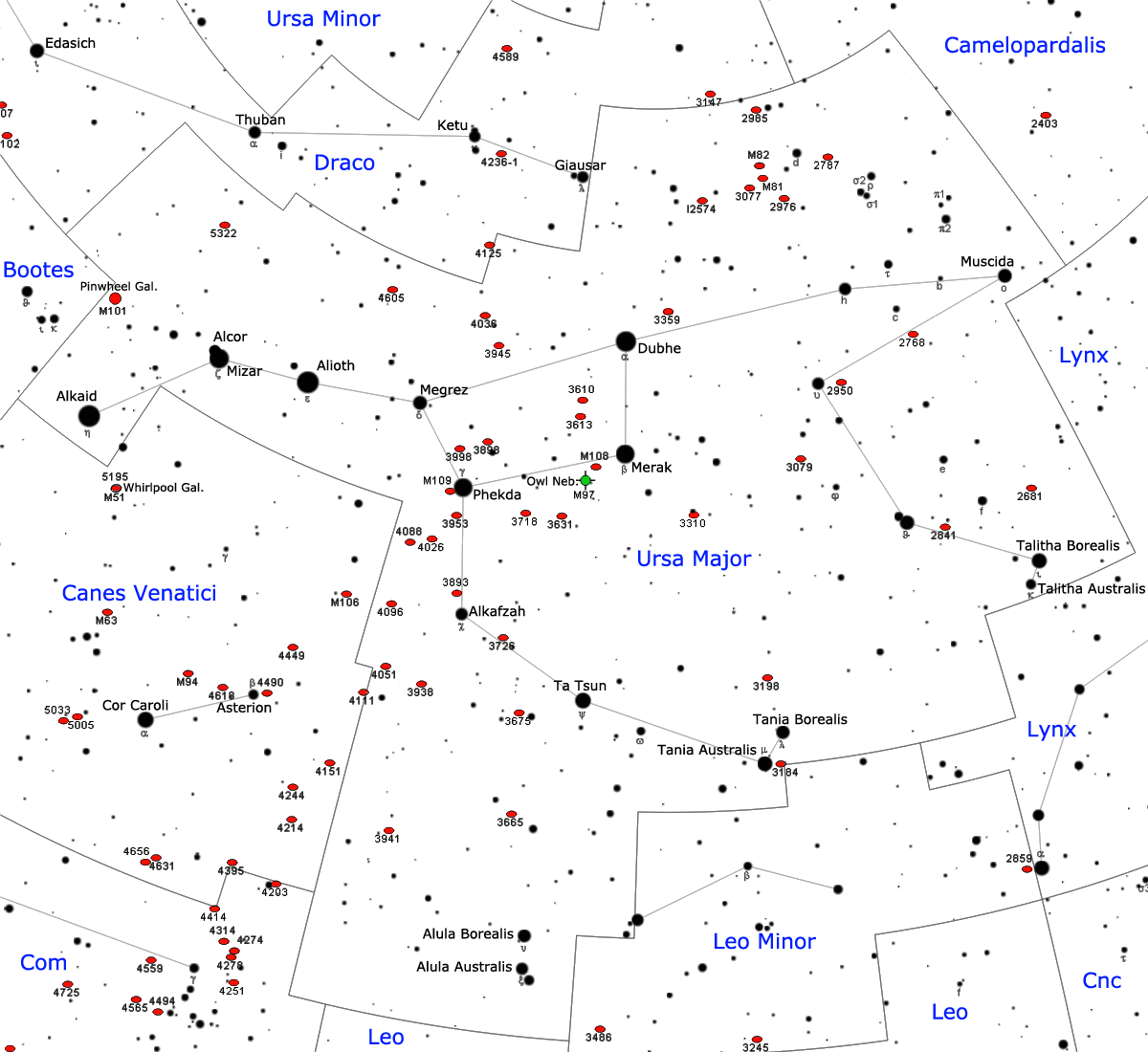
Harta constelaţiei Ursa Mare (vezi imaginea mărită).

## Roiuri globulare
- Palomar 4
- Willman 1

## Nebuloase planetare
- Messier 97 / Nebuloasa Cucuveaua

## Nebuloase difuze
- Integrated Flux Nebulae

## Galaxii
- I Zwicky 18
- Galaxia Pitică din Ursa Mare I
- Galaxia Pitică din Ursa Mare II
- IC 2574
- Messier 81 / Galaxia lui Bode
- Messier 82 / Galaxia Țigara
- Messier 101 / Galaxia Vârtelniței
- Messier 108
- Messier 109
- NGC 2681
- NGC 2768
- NGC 2787
- NGC 2841
- NGC 2976
- NGC 3077
- NGC 3184
- NGC 3198
- NGC 3310
- NGC 3631
- NGC 3675
- NGC 3726
- NGC 3893
- NGC 3938
- NGC 3941
- NGC 3949
- NGC 3953
- NGC 4013
- NGC 4051
- NGC 4605
- NGC 5322
- NGC 5474